# 메이지 일본의 산업혁명유산 제철·제강, 조선, 석탄 산업
메이지 일본의 산업혁명유산 제철·제강, 조선, 석탄 산업(明治日本の産業革命遺産 製鉄・鉄鋼、造船、石炭産業)은 일본의 산업화에 중요한 역할을 한 역사 유적지이자 일본 산업 유산 의 일부이다. 이 유적지는 제39차 유네스코 세계문화유산 총회에서 "많은 수의 조선인 등이 자신의 의지에 반하여 끌려와 가혹한 조건 하에서 강제 노역을 했다는 사실을 알 수 있게 조취한다"는 조건 하에 승인되었지만 해당 조취는 이루어지지 않았다.